# Carmen (Cebu)
Carmen è una municipalità di quarta classe delle Filippine, situata nella Provincia di Cebu, nella Regione del Visayas Centrale.
Carmen è formata da 21 baranggay:
- Baring
- Cantipay
- Cantukong
- Cantumog
- Caurasan
- Cogon East
- Cogon West
- Corte
- Dawis Norte
- Dawis Sur
- Hagnaya
- Ipil
- Lanipga
- Liboron
- Lower Natimao-an
- Luyang
- Poblacion
- Puente
- Sac-on
- Triumfo
- Upper Natimao-an